# Mouvement du 26 Mars

Logo de l'organisation "Movimiento de Independientes 26 de Marzo" d'Uruguay

Le Mouvement du 26 mars (en espagnol : Movimiento 26 de Marzo, M26, à l'origine Movimiento independiente 26 de Marzo ou Mouvement des indépendants du 26 mars) est un mouvement politique, créé en 1971 par les Tupamaros (Mouvement de libération nationale - Tupamaros, MLN-T), dans leur optique de « soutien critique » à la coalition de gauche du Frente Amplio. Celui-ci rassemblait de nombreuses forces politiques de gauche, du Parti communiste au Parti démocrate chrétien, autour de la candidature du général Líber Seregni, un progressiste dissident du Parti colorado, pour les élections générales du 29 novembre 1971. Devenu Mouvement du 26 mars après la transition démocratique initiée dans les années 1980, le M26 a fait partie du Frente Amplio jusqu'au 30 mars 2008, alors que le Mouvement de participation populaire (MPP), créé par d'ex-Tupamaros, était devenu la première force politique du Frente Amplio.

## Fondation
Le Mouvement des indépendants du 26 mars a été formellement créé le 8 avril 1971 dans les locaux de l'Association syndicale de l'Uruguay, alors que nombre de dirigeants des Tupamaros, dont Raúl Sendic et Fernández Huidobro étaient en prison. Le Frente Amplio (Front large) avait été officiellement lancé le 26 mars 1971 dans le plus grand rassemblement politique de l'histoire de l'Uruguay (100 000 personnes). Le MLN-T (Tupamaros) avait rendu public son appui critique le 23 décembre 1970 , alors que les négociations pour le Front large étaient encore en cours, déclaration au cours de laquelle le MLN affirmait notamment, en soulignant l'autoritarisme et la militarisation du pays mise en œuvre par le gouvernement de Jorge Pacheco Areco, « nous ne croyons pas qu'en Uruguay aujourd'hui on peut arriver à la révolution à travers des élections. On ne peut pas valablement transposer les expériences d'autres pays », à savoir, le Chili d'Allende. Toutefois, « le Mouvement de libération nationale - Tupamaros considère positif que se forge une aussi importante alliance des forces populaires, même s'il regrette que cette alliance ait été réalisée précisément à l'occasion des élections et non avant... Par conséquent l'appui au Front large implique que la tâche principale de ce dernier soit la mobilisation des masses laborieuses et que son travail en leur sein ne commence pas ni ne finisse avec les élections. ».
Le nom se référait au 26 mars 1815, jour où Otorgés, un lieutenant du libertador José Artigas, hissa le drapeau des révolutionnaires à Montevideo. « Prorévolutionnaire », le 26 mars était « sans définition idéologique autre qu'un vague socialisme populaire teinté de nationalisme qui pouvait regroupait des chrétiens, des communistes et des membres des partis traditionnels ». Par ailleurs, le M26 ne présentait pas de candidat spécifique, se contentant d'appuyer tous les candidats du Frente Amplio. Il fut officiellement intégré à ce dernier huit jours après sa demande explicite du 18 mai 1971 : le Front large ayant intégré aussi bien des dissidents des Partis blanco et colorado que le Parti communiste, le Mouvement révolutionnaire oriental (MRO) et d'autres groupes radicaux, ses dirigeants considéraient qu'il y aurait contradiction à ne pas inclure le M26, en dépit de ses liens avec la guérilla des Tupamaros, sans compter que certains, dont Zelmar Michelini, Enrique Erro, Héctor Rodríguez, ou le candidat présidentiel lui-même, le général Seregni, espéraient par là engager le MLN vers une voie légaliste.

## Structure et composition du mouvement
Le Mouvement du 26 mars était structuré à la fois de façon territoriale (divisé entre Montevideo et l'intérieur du pays) et sectorielle (groupes de base pouvant être étudiants — la majorité —, ouvriers ou de quartiers). Deux mois après sa création, le M26 comptait trois ou quatre mille personnes ; en août 1971, il avait 130 Groupes de base à Montevideo et 64 à l'intérieur, totalisant entre 6 et 10 000 militants. La première direction incluait l'écrivain Mario Benedetti, Daniel Vidart (es), Domingo Carvelaro, Emilio Vetarte, ainsi que des militants Tupamaros dans la légalité, tels que le syndicaliste de l'AEBU (Association des employés de banque d'Uruguay) Kimal Amir, le dirigeant des dockers Rubén Sassano et l'avocat conseiller d'UTAA (le syndicat des cañeros, les ouvriers agricoles saisonniers du nord du pays), Washington Rodríguez Belletti.

## Transition démocratique
Le Mouvement des indépendants du 26 mars fut dissous après le coup d'État militaire de juin 1973, la junte choisissant Bordaberry comme président. Il fut recréé par des opposants exilés à Paris, en février 1981, sous le nom de Mouvement du 26 mars, afin de se distinguer du Mouvement des années 1970. 
Aux élections de 1984, le M26 participa à la Izquierda Democrática Independiente (es) (IDI), également composante du Frente Amplio. Il présenta toutefois une liste spécifique aux élections de 1989, avec Fernando Vázquez en tant que candidat aux sénatoriales et Ángeles Balparda pour les législatives. 
Il se lia ensuite avec le Mouvement de participation populaire (MPP) créé par d'anciens dirigeants tupamaros, et obtint en 1999 un député, Raúl Fernando Sendic Rodríguez, le fils de Raúl Sendic. Peu de temps après, celui-ci quitta toutefois le M26, sans renoncer à son siège. Ángeles Balparda fut aussi élue député suppléante d'Ernesto Agazzi.